# Noorderkanaal
Pour les articles homonymes, voir Canal du Nord.
Le Noorderkanaal (en français canal du nord) est un canal néerlandais de la Hollande-Méridionale, situé à Rotterdam.

## Géographie

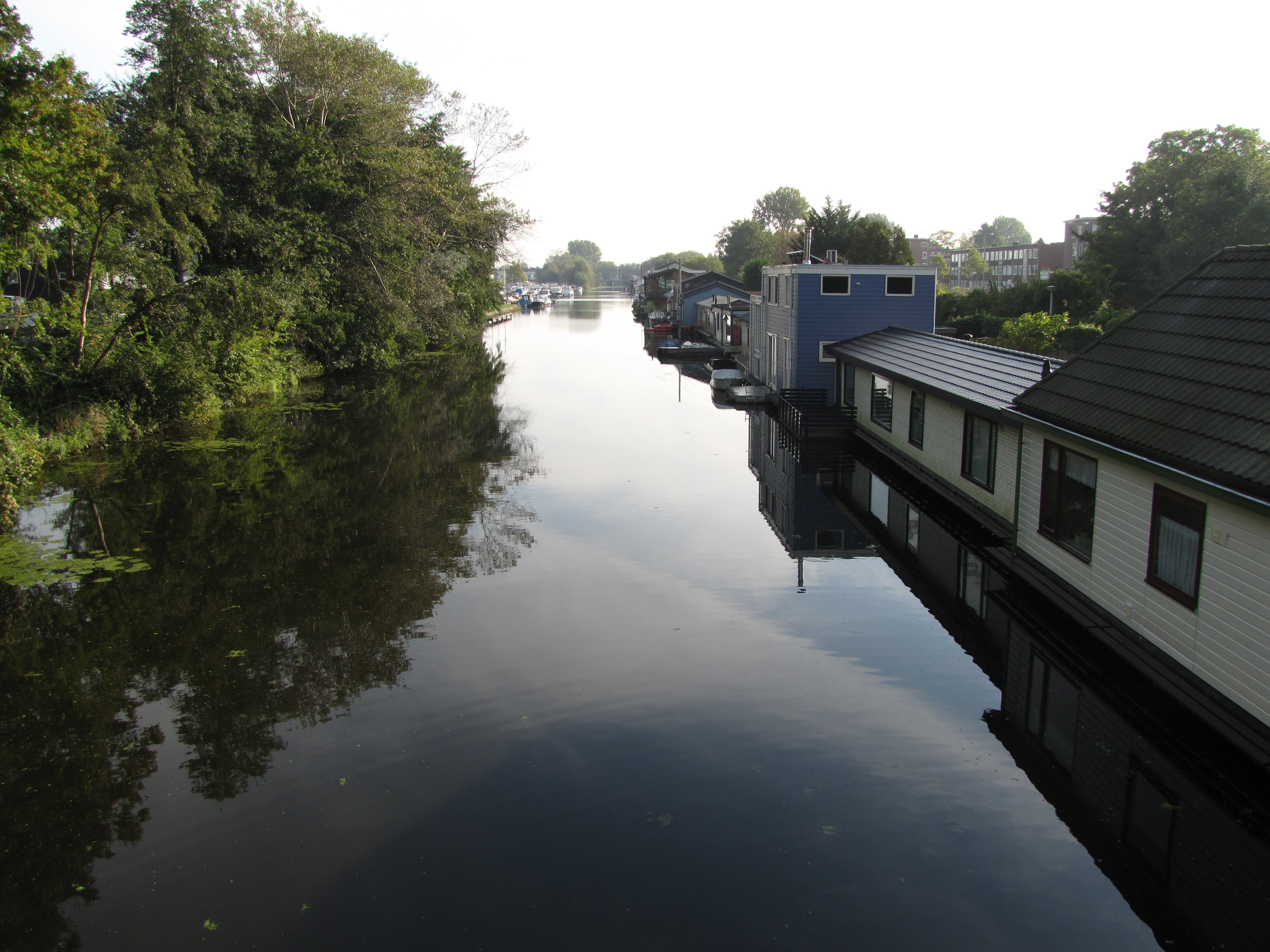
Noorderkanaal et maisons flottantes photographiés du pont de la Vroesenkade (2017).

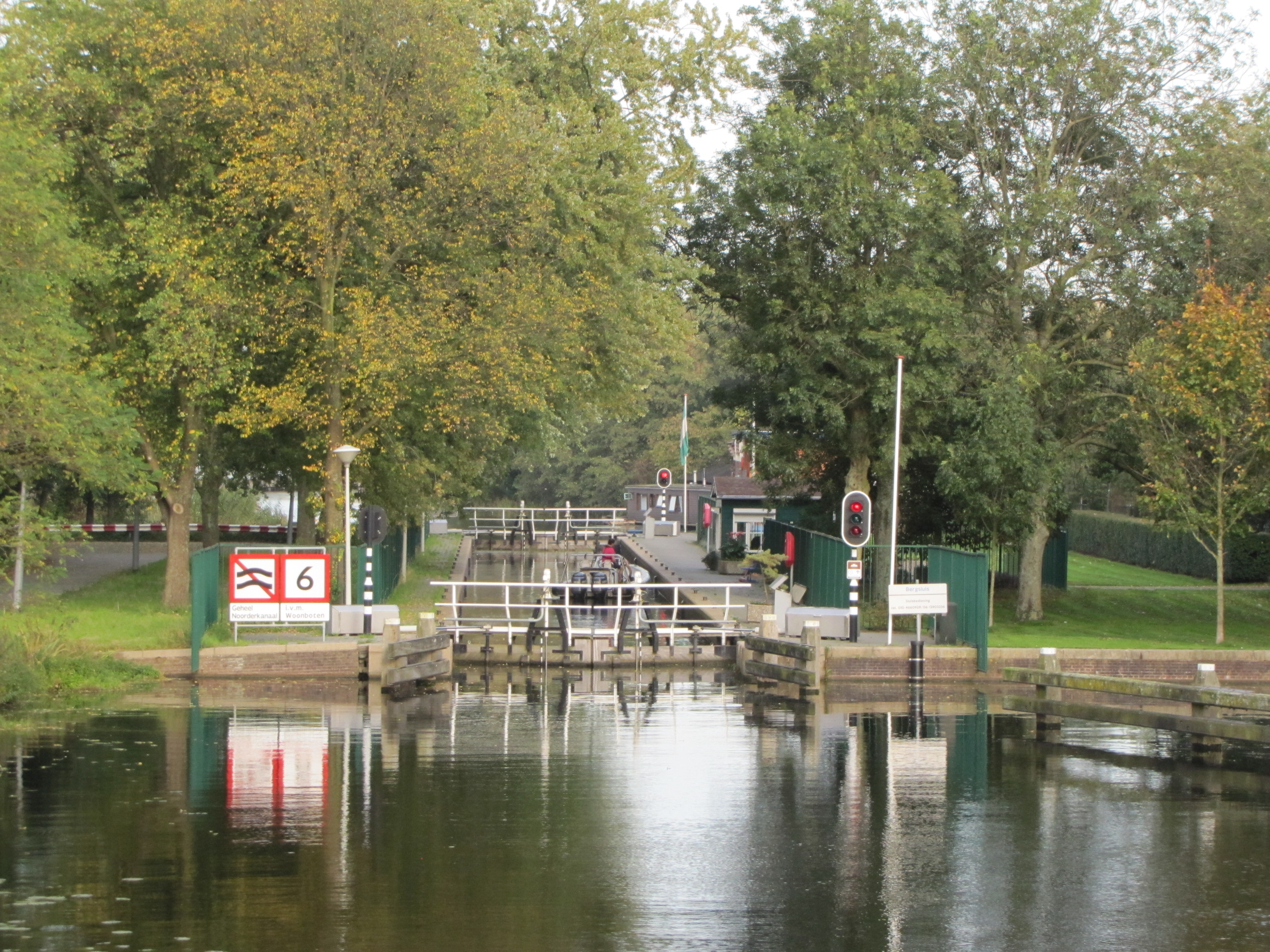
Écluse Bergsluis vue du pont Gordelbrug (2017).

Le canal est situé dans l'est/nord-est de Rotterdam. Il relie la Rotterdamse Schie à la Rotte, dans la prolongation du canal de la Schie à la Schie. Il forme la frontière septentrionale des quartiers de Blijdorp, Bergpolder, Liskwartier et l'Oude Noorden. À mi-distance se trouve l'écluse de Bergsluis, qui permet un passage de bateaux ayant un mouillage maximal de 2 mètres.
Le canal est essentiellement utilisé par des plaisanciers.

## Histoire
Les premiers projets de construction de canal datent déjà de 1892. La décision de construction fut prise le 29 mars 1906, mais les travaux ne commencèrent qu'en 1933, après l'achèvement du canal de la Schie à la Schie. Le canal a été ouvert à la navigation en 1938.
Après la destruction du centre de Rotterdam le 14 mai 1940 par l'armée nazie, un grand nombre de péniches ont été installées sur le Noorderkanaal, afin de créer des logements. Initialement prévues comme habitations provisoires, la plupart de ces péniches gardent cette fonction résidentielle.